# Habropogon appendiculatus
Habropogon appendiculatus är en tvåvingeart som beskrevs av Ignaz Rudolph Schiner 1867. Habropogon appendiculatus ingår i släktet Habropogon och familjen rovflugor. Inga underarter finns listade i Catalogue of Life.